# Nikolaus Joseph von Jacquin
Le baron Nikolaus Joseph von Jacquin est un botaniste néerlandais du XVIIIe siècle, né à Leyde le 16 février 1727, mort à Vienne le 24 octobre 1817 qui se mit au service de l'empire d'Autriche.

## Biographie
Il fait ses études à Anvers et à Leyde notamment auprès d'Adriaan van Royen. Il obtient, dans cette dernière ville, son titre de docteur en médecine en université de Leyde. Il se rend à Paris où il étudie auprès de Bernard de Jussieu.
Il part pour Vienne où il passera l’essentiel de son existence à l'invitation de l'impératrice Marie-Thérèse. Il devient, en 1752, botaniste auprès de l’empereur François Ier. Il participe, comme botaniste, à une expédition scientifique dans les Caraïbes et en Amérique centrale de 1754 à 1759. Il constitue une importante collection de plantes, d’animaux et de minéraux. Certaines espèces végétales seront ensuite cultivées dans les jardins du palais de Schönbrunn. À son retour, en 1763, il devient professeur de minéralogie et de techniques minières à l’Académie des mines de Schemnitz puis, en 1768, professeur de chimie et de botanique à l’université de Vienne. Il y dirige également le jardin botanique de l’institution, jusqu'en 1796.
Jacquin devient membre de la Royal Society en 1788 et membre associé à l’Académie des sciences en 1804. Il est notamment l’auteur de Selectarum Stirpium americanarum (1763), d’Hortus botanicus Vindobonensis (trois volumes, 1770-1776), illustré par Franz Anton von Scheidel qui est un catalogue des plantes du jardin botanique de Schönbrunn, Floræ Austriacæ (cinq volumes, 1773-1774) ou Flore d’Autriche, et d’Icones plantarum rariorum (1781–1793).
Jacquin prend sa retraite en 1797 et est fait baron en 1806. Il est l’auteur de plus de soixante nouvelles espèces dont le Portulacaria afra décrit dans Collectanea austriaca ad botanicam, chemiam, et historiam naturalem spectantia, cum figuris in Vienna en 1786 ou encore le célèbre Ulmus parvifolia. C’est son fils, Joseph Franz von Jacquin, qui lui succède à l’université de Vienne.

## Hommages

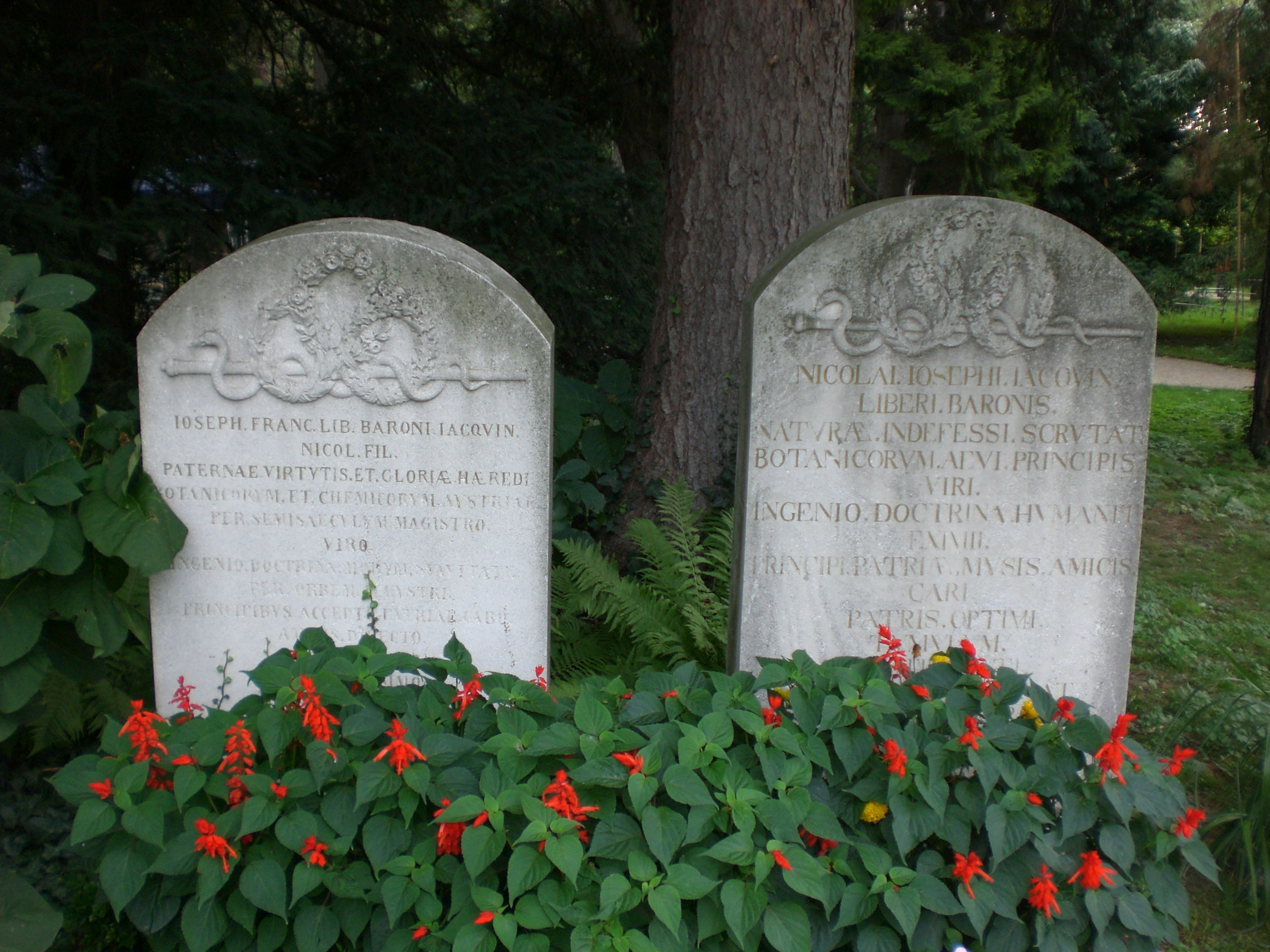
Stèles des Jacquin père et fils au jardin botanique de l'université de Vienne

Carl von Linné (1707-1778) lui a dédié le genre Jacquinia. Son nom est également associé aux espèces suivantes :
- Juncus jacquinii L. : le jonc de Jacquin.
- Oxytropis jacquinii Bunge : l'oxytropis de Jacquin.
- Reseda jacquinii Rchb. : le réséda de Jacquin.
- Gyrocarpus jacquinii actuel Gyrocarpus americanus